# Lydia Wideman
Lydia Wideman (Vilppula, 17 maggio 1920 – Tampere, 13 aprile 2019) è stata una fondista finlandese.

## Palmarès

### Olimpiadi invernali
- Oro a Oslo 1952 nei 10 km.